# Norm Cook
Norman Cook, né le 21 mars 1955 à Chicago dans l'Illinois, décédé le 22 décembre 2008 à Lincoln, Illinois est un ancien joueur de basket-ball américain évoluant au poste d'Ailier. Il est le père du basketteur professionnel Brian Cook.

## Biographie
Norm Cook a commencé le basket-ball à la Lincoln Community High School à Lincoln, dans l'Illinois. Il a ensuite joué aux  Jayhawks du Kansas de 1973 à 1976. Il a été nommé recrue de la Conférence Big Eight en 1974 avec une moyenne de 11,4 points par match et en aidant les Jayhawks à atteindre le final Four de la NCAA. Cook, a quitté l'Université du Kansas, après sa saison junior pour se rendre éligible pour la campagne de draft 1976, où il a été sélectionné par les Celtics de Boston. Il est apparu dans 27 matchs en deux saisons avec les Celtics et les Nuggets de Denver, avec une moyenne de 2,4 points par match.
Il est parti une année en 1979 aux Pays-Bas jouer pour le club de Basketball Oud-Beijerland.